# Franziskanerkloster Dorsten

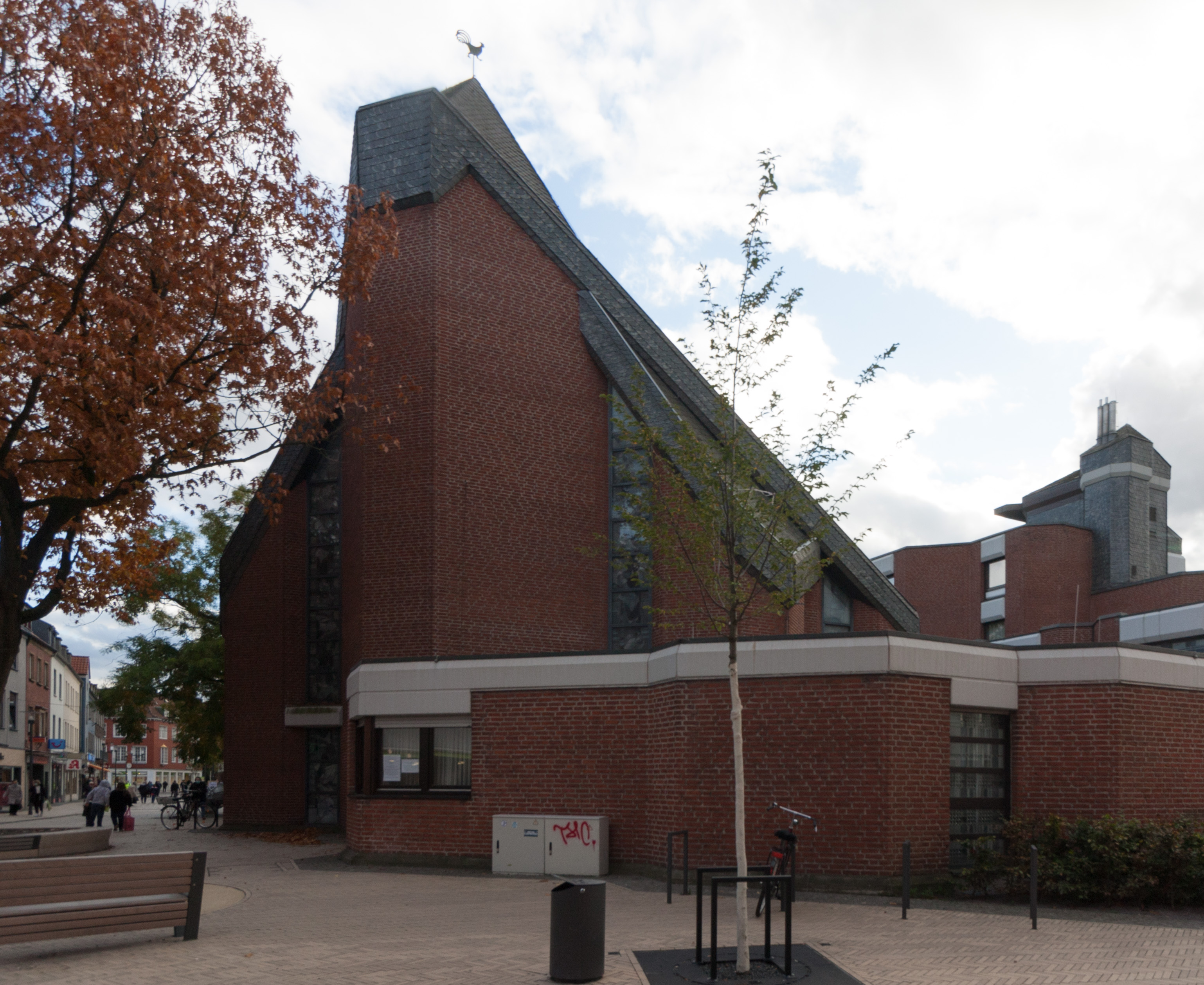
Die ab 1977 neu gebaute Klosterkirche mit rechts anschließenden Konventsgebäuden

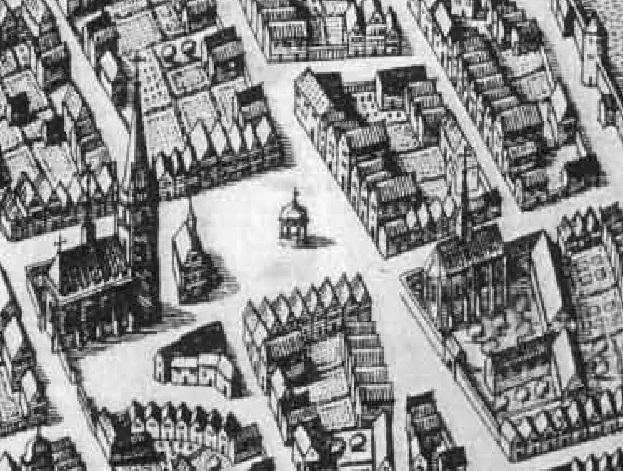
Franziskanerkloster mit Kirche (rechts) und St. Agatha auf dem nach Süden ausgerichteten Stadtplan von Merian (1647)

Das Franziskanerkloster Dorsten besteht in Dorsten mit zwei kurzen Unterbrechungen seit 1488. Es befindet sich seitdem an derselben Stelle in der Stadtmitte (heute: Lippestraße 5). Von 1642 bis 1836 leiteten die Franziskaner das von ihnen gegründete Gymnasium Petrinum in der Stadt.

## Geschichte

### Gründung und Entwicklung bis 1800
Die Franziskaner der Kölnischen Franziskanerprovinz (Colonia) gründeten am 14. Februar 1488 ein Kloster in Dorsten, nachdem die Stadt Dorsten und Ritter Goswin von Raesfeld 1485 beschlossen hatten, gemeinsam als „Werk des Friedens“ ein Observantenkloster zu stiften; in einem Streit zwischen dem Ritter und der Stadt hatte Goswins Bruder Antonius von Raesfeld geschlichtet, der Guardian des Franziskanerklosters in Leiden (Holland) war. Die Franziskaner bekamen eine Kapelle und Räumlichkeiten zum Wohnen zur Verfügung gestellt. Ein neugebautes Konventsgebäude übernahmen sie 1493, bis 1495 wurde es ganz fertiggestellt. Zwischen etwa 1500 und 1510 wurde die Kapelle durch eine Kirche ersetzt. Bis zur Mitte des 16. Jahrhunderts wurde das Klostergrundstück durch Landerwerb nach und nach vergrößert, so dass die etwa 20 Brüder einen Garten anlegen, Ställe und Werkstätten errichten konnten, um ihren Lebensunterhalt teilweise – neben den erhaltenen Almosen, Spenden und Stiftungen – zu sichern. Mehrfach (1529, 1552, 1567) fand in Dorsten das Provinzkapitel. der Colonia statt. Ab 1627 gehörte der Konvent zur Sächsischen Ordensprovinz (Saxonia), weil die Colonia das Kloster in Dorsten und weitere acht Häuser an die Provinz Saxonia abtrat, die wegen Klosterschließungen infolge der Reformation zahlreiche Klöster verloren hatte. Im Dreißigjährigen Krieg wurden die Franziskaner 1633 von hessischen Truppen vertrieben und fanden Unterkunft in Recklinghausen, wo ab 1642 ein eigenes Kloster entstand. Einige Brüder konnten 1641 nach Dorsten zurückkehren, nachdem kaiserliche Truppen die Stadt eingenommen hatten; jedoch war der Großteil der Konventsbibliothek verloren.
Der Dorstener Franziskaner Antonius Schirley hatte in den 1680er-Jahren religiöse Auditionen, die zur Begründung der Marienwallfahrt in Neviges im Bergischen Land führten; das dortige Gnadenbild, ein Kupferstich der Unbefleckten Empfängnis, stammt aus einem persönlichen Andachtsbuch Schirleys und wurde 1681 von Dorsten nach Neviges gebracht. Der damalige Guardian des Klosters in Neviges, Kaspar Nyssinck, war vorher Lehrer und Präfekt in Dorsten.

### 19. Jahrhundert
Als in der Säkularisation ab 1803 zahlreiche Klöster geschlossen wurden, blieb der Konvent in Dorsten – möglicherweise mit Rücksicht auf das von ihm geführte Gymnasium – zunächst bestehen; 1804 verlegte die Saxonia das Noviziat aus dem aufgehobenen Kloster in Neviges nach Dorsten. Auch bei den Klosterschließungen durch die französische Regierung im Jahr 1811, nach der Annexion des Herzogtums Arenberg-Meppen, war Dorsten nicht betroffen, jedoch wurde die Aufnahme neuer Novizen untersagt, bis der preußische König Friedrich Wilhelm III. dies 1825 wieder erlaubte und den Franziskanerklöstern in Dorsten und Paderborn den Fortbestand zusicherte. Friedrich Wilhelm IV. erneuerte 1843 diese Zusage; 1842 hatte sich der Dorstener Guardian Ferdinand Volbach mit der Bitte um personelle Hilfe und Ausbildung neuer Brüder an die belgische Franziskanerprovinz gewandt, doch brauchte diese Unterstützung nicht mehr in Anspruch genommen werden, da sich die Lage in Deutschland normalisierte. Im Rahmen des preußischen Kulturkampfs wurde das Kloster am 20. August 1875 bis gegen Ende der 1880er-Jahre geschlossen, die Brüder wichen in Klöster in Holland und Belgien aus, die die Ordensprovinz hierfür gegründet hatte.

### 20.–21. Jahrhundert
Ab 1901 zentralisierte die Sächsische Provinz ihre Studienhäuser zur Ausbildung des Ordensnachwuchses in den Konventen Dorsten und Münster. Für die Ordenshochschule in Dorsten wurden 1902/1903 die Kloster- und Schulgebäude aus dem 16. Jahrhundert in erweiterter Form neu errichtet. Das Gymnasium, aus dessen Leitung die Franziskaner sich wegen Personalmangels bereits in den 1830er-Jahren zurückgezogen hatten, erhielt 1902 an anderer Stelle im Stadtgebiet neue Gebäude. 1903 wurde der Hauptflügel mit den Konventsgebäuden und Unterrichtssälen an der Lippestraße fertiggestellt, gleichzeitig  wurden zwei Neubauten als Verlängerung des alten Gymnasiums und als Zwischentrakt zwischen dem alten Gymnasium und dem Studienhaus errichtet, in denen Werkstätten untergebracht werden konnten. Vorübergehend befand sich am Klosterstandort noch eine Präparandenschule zur Lehrerausbildung. In der ersten Hälfte des 20. Jahrhunderts lebten zeitweise über 100 Franziskaner im Dorstener Konvent. Ab 1909 waren die Brüder im nahegelegenen Epileptikerheim „Maria Lindenhof“ als Seelsorger tätig, 1913 eröffneten sie in Dorsten ein Missionsmuseum, das im Zweiten Weltkrieg zerstört wurde und später als Forum der Völker nach Werl verlegt wurde.
Die Kirche und das Kloster wurden bei einem Bombenangriff im März 1945 zerstört, das Provinzstudium musste nach Warendorf umziehen. Zunächst konnte das nur zum Teil beschädigte alte Gymnasium etwas erweitert wieder hergestellt werden, so dass dort ab August 1947 Wohnmöglichkeit für den Konvent geschaffen werden konnte. Der Wiederaufbau der Kirche begann im August 1950. Ein Ordensstudium gab es nicht mehr in Dorsten. Im Sommer 1959 wurde ein Internat – das Paschalis-Kolleg – eröffnet, von dem aus Schüler einen Förderkurs und weiterführende Schulen besuchen konnten; es bestand bis 1969 in Dorsten und wurde dann, weil die Schüler ausblieben, dem Kolleg St. Ludwig der Saxonia in Vlodrop (Niederlande) eingegliedert, in die Internatsgebäude zog der Konvent.
Die Räumlichkeiten waren durch diese Entwicklung zu groß geworden; die Kirche war in einem baulich schlechten Zustand. 1976 wurden Kirche und Kloster daher abgerissen und durch einen Neubau ersetzt. Die Hälfte des Grundstücks wurde an eine Kaufhauskette verkauft, da die Stadt Dorsten an der Ansiedlung eines Kaufhauses in der Fußgängerzone interessiert war. Der Konvent konnte bereits im November 1977 bezogen werden, die zeltförmige Kirche wurde am 3. Dezember 1978 durch Weihbischof Wilhelm Wöste konsekriert.
Im Mai 2021 verkaufte die Deutsche Franziskanerprovinz das Klostergebäude, die Kirche und die Ladenflächen im Erdgeschoss an den Caritasverband Dorsten. Ein Teil des Gebäudes steht weiter als Wohnraum für die Franziskaner zur Verfügung, so dass der seit 1488 bestehende Klosterstandort Dorsten erhalten werden konnte. Dort hat die Ordensprovinz ein Seniorenkloster eingerichtet, in dem 2021 neun alte Franziskaner leben, die im Rahmen ihrer Möglichkeiten aushilfsweise seelsorgliche Aufgaben übernehmen.

## Die Klosterkirchen
Das Kloster hatte nacheinander drei Kirchen, alle mit dem Patrozinium der heiligen Anna. Im nicht weit entfernten Haltern besteht seit dem 14. Jahrhundert eine Kapelle zu Ehren der Heiligen mit einer bis heute bestehenden Wallfahrt.

### Die beiden erste Kirchen
Die erste Kirche wurde am Beginn des 16. Jahrhunderts erbaut. Im Stadtplan von Merian (1647) ist sie – möglicherweise idealisierend – als  einschiffige gotische Bettelordenskirche mit polygonalem Chorschluss dargestellt, wie es der zur Entstehungszeit häufigsten Bauweise für Klosterkirchen der Franziskaner in Deutschland entsprach. Die Kirche war geostet und stand auf dem Gelände eines heutigen Warenhauses an der Patersgasse. Wie das Kloster wurde die Kirche im März 1945 durch Bomben zerstört. Aus den Trümmersteinen, die mit Hilfe Dorstener Bürger gesäubert wurden, entstand ab 1950 an gleicher Stelle eine neue Kirche in gleicher Größe wie die Vorgängerin. Sie wurde am 24. April 1952 durch den Münsteraner Weihbischof Heinrich Roleff konsekriert.

### Die heutige Kirche

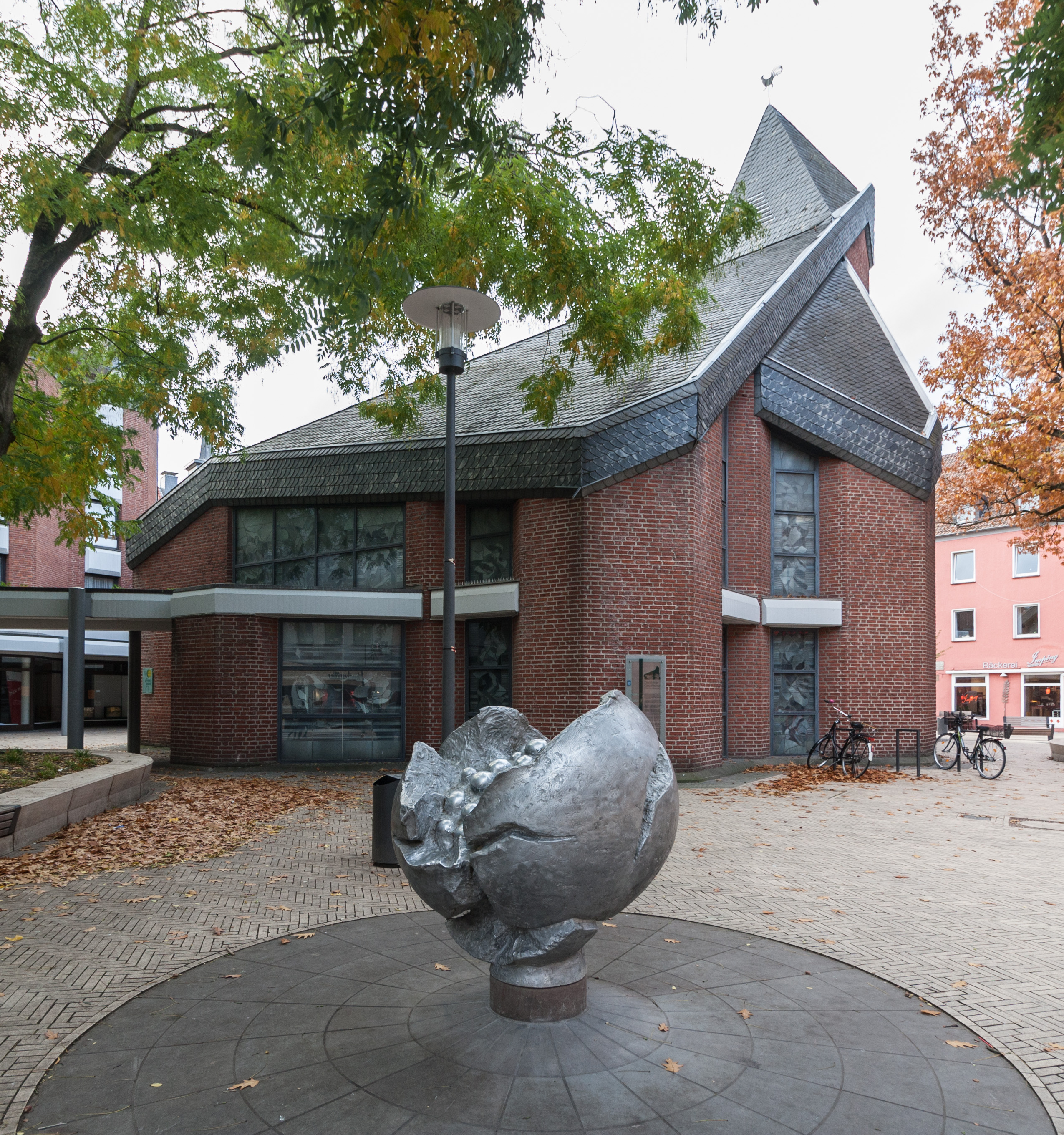
Die neue Kirche, davor der 1979 von Paul Brandenburg geschaffene „Granatapfelbrunnen“

Im Zusammenhang mit dem Neubau des Klosters in den Jahren 1977/1978 wurde nach Plänen der Dorstener Architekten Manfred Ludes und Joachim Zschoch die heutige Kirche gebaut. Der zeltförmige Ziegelbau bildet einen achteckigen Raum, dessen Grundriss auf der Basis von zwei um 45° versetzten Quadraten entwickelt wurde. Der höchste Punkt liegt über dem Altarbereich, dessen Bedeutung dadurch auch von außen erkennbar wird.
Die Prinzipalien der Kirche und den Kreuzweg in der Marienkapelle gestaltete der Berliner Bildhauer Paul Brandenburg. Die achteckige Altarplatte aus Muschelkalkstein nimmt die Form des Grundrisses der Kirche auf, seitlich hat sie plastische Elemente, deren Windungen auf die Dornenkrone Jesu hinweisen. Über dem Altar hängt von der Decke herab ein Kruzifix aus Aluminiumguss; auch der Ambo besteht aus diesem Material. Die hohe Tabernakelstele entspricht der Vertikalen des Altarraums und nimmt Bezug auf das  Kruzifix. Der Tabernakel ist von einem strahlenden Sonnenmotiv umgeben, das an den Sonnengesang des heiligen Franz von Assisi erinnert.
Die Kirche enthält einige historische Kunstwerke: eine Steinplastik des stigmatisierten Franziskus rechts neben dem Altar, die Heinrich Brabender um 1500 für dioe erste Dorstener Franziskanerkirche schuf, eine Pietà-Skulptur aus derselben Zeit als 13. Station des Kreuzwegs in der Marienkapelle, und ebenfalls in der Marienkapelle eine Skulptur der heiligen Agatha, der Patronin der benachbarten Dorstener Pfarrkirche, aus dem 17. Jahrhundert sowie eine Kopie des Nevigeser Gnadenbildes, das von Dorsten nach dort gelangte.
Die Orgel stammt von der Dorstener Firma Franz Breil, die Fenster schuf der Maler und Glasbildner Johannes Beek aus Nettetal-Hinsbeck.

## Gymnasium Petrinum
Am 7. Oktober 1642 gründeten die Franziskaner in Dorsten ein Gymnasium, das am 3. November 1642 mit 78 Schülern eröffnet wurde. Im Kloster befand sich ab 1648 ein Philosophie-Studium für den Ordensnachwuchs der Franziskaner, so dass die Absolventen des Gymnasiums dort einen zweijährigen Philosophiekurs zur Vorbereitung auf die Universität (Studium philosophicum continuum) besuchen konnten. In den 1770er-Jahren führte die Sächsische Provinz auch am Gymnasium in Dorsten, das auf kurkölnischem Gebiet lag, die Schulreform des Münsteraner Freiherrn Franz von Fürstenberg ein. 1815 war das Gymnasium zu einer Lateinschule herabgesunken, die 1823 den Status eines Progymnasiums erhielt. Da infolge der Säkularisation den Klöstern in Preußen 1811 die Aufnahme neuer Mitglieder untersagt war, waren immer weniger Franziskaner als Lehrer tätig. Die Ordensprovinz gab daher Ostern 1836 die Leitung des Gymnasiums auf, als der letzte Direktor, Pater Wolfgang Kanne, als Lehrer und Schulleiter ausschied. Kanne hatte 1819 eine Schulreform der Lateinschule erarbeitet, die vom Oberpräsidenten auch auf die Schulen in Coesfeld, Rheine und Recklinghausen übertragen wurde. Kanne starb am 6. November 1837, nachdem er sich bei einem Krankenbesuch an Typhus infiziert hatte.
Das Schulgrundstück wurde am 20./21. März 1912 im Grundbuch für den Franziskanerkonvent eingetragen, nachdem vorher dort die Stadt als Besitzerin vermerkt war; die Frage war bis dahin zwischen Stadt und Kloster strittig gewesen.